# Cyprián Karásek Lvovický
Cyprián Karásek Lvovický ze Lvovic (latinsky Cyprianus Leovitius, německy Cyprian von Leowitz; 8. července 1514 Hradec Králové – 1574 Lauingen) byl český astronom, matematik a astrolog.

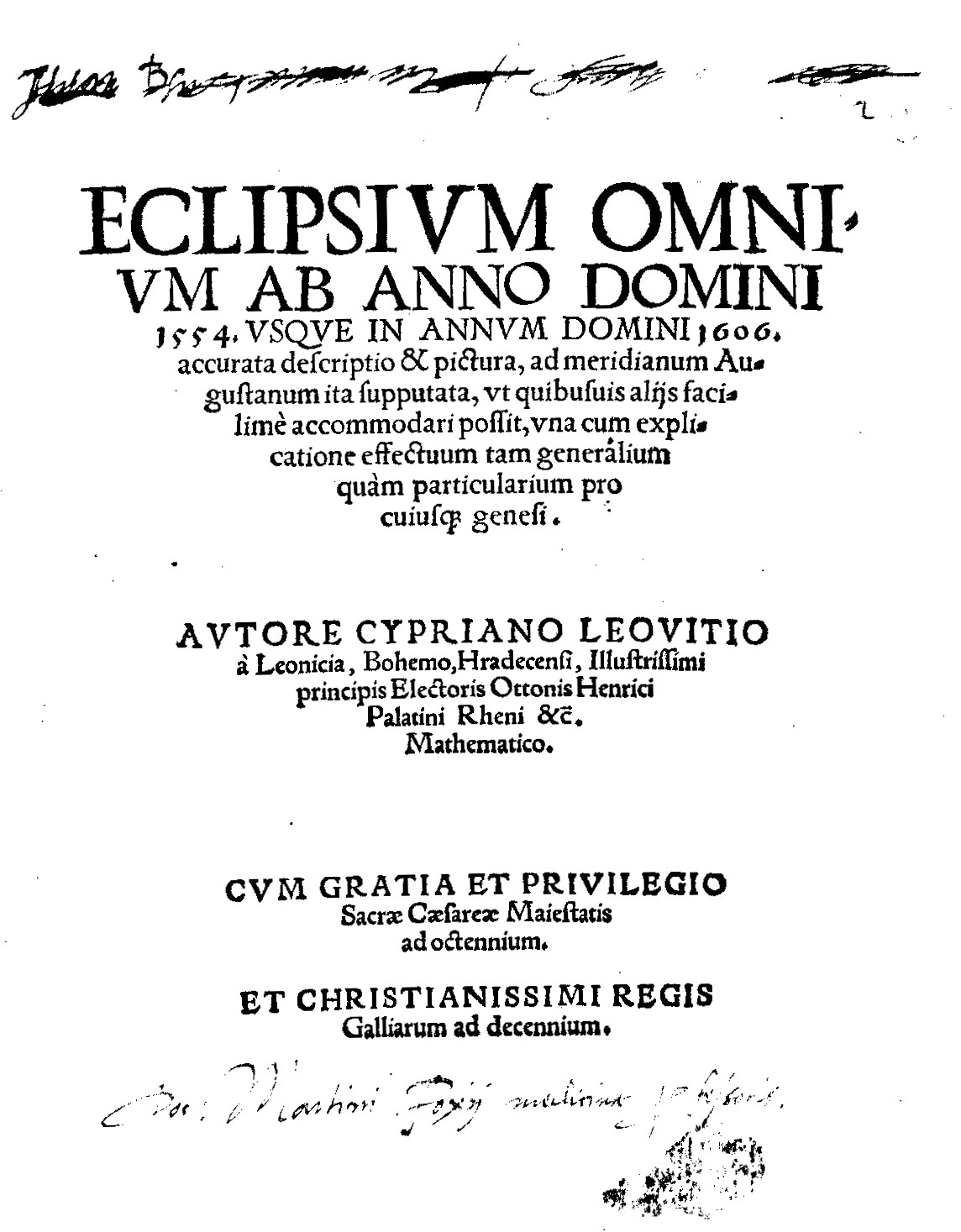
Eclipsium omnium ab anno Domini 1554 vsque in annum Domini 1606 accurata descriptio et pictura, 1556

Pocházel z rodiny měšťana, dlouholetého radního a poté i starosty Jana Karáska. Byl nejslavnějším žákem latinských škol v Hradci Králové. Studoval ve Vratislavi (1540), v Lipsku (1542) a posléze astronomii ve Wittenberku. V roce 1547 se přesunul do Norimberka, později do Augšpurku ke dvoru Fuggerů. Po roce 1556 ho Ota Jindřich Falcký jmenoval profesorem astronomie a matematiky v Lauingeně (Lavinkách). Později se dokonce stal ředitelem této školy.
Mezi jeho díla patří De coniunctionibus magnis insignoribus superiorum planetarum, solis defectibus, et de cometis effectum historica expositione, což je soubor tabulek efemeridů pro Slunce, Měsíc a další nebeská tělesa pokrývající léta 1564–1574 v desetidenních intervalech, který byl publikován na příkaz Maxmiliána II. Habsburského.
Dopisoval si s Tychem Brahem, který jeho dílo uznával.